# Femmes amoureuses
Femmes amoureuses (Titre original : Women in Love) est un roman de D. H. Lawrence paru aux États-Unis en 1920 et en Angleterre en 1921.

## Description
Femmes amoureuses est le prolongement d'un autre ouvrage, L'Arc-en-ciel, traitant de l'enfance de deux sœurs Ursule et Gudrun et de leurs parents. L'ouvrage a été interdit par la censure en 1912. 
Femmes amoureuses traite du destin des deux sœurs Brangwen aux aspirations et aux idéaux élevés dans leurs différences et tourments intimes.
L'ouvrage relate les plus surprenantes pensées intimes et les relations les plus immorales entre êtres humains.
Comme avec la plupart des œuvres de Lawrence, Femmes amoureuses a suscité une controverse sur son objet sexuel, la critique n'y voyant que l'« étude analytique de la perversion sexuelle » alors que Lawrence estima que son livre est d'une extrême finesse.

## Résumé
Gudrun Brangwen, une artiste, poursuit une relation destructrice avec Gerald Crich, un industriel, en contraste avec celle de sa sœur Ursula et de Rupert Birkin, un intellectuel aliéné qui ressemble par ses divers aspects à l'auteur.
Les relations affectives ainsi établies sont décrites de manière approfondie et la tension est exacerbée par l'attraction intense et physique entre Gerald et Rupert.
Le cadre du roman est celui de la société britannique avant  la Première Guerre mondiale et se termine dans les neiges des Alpes tyroliennes. 

## Éditions
- Women in Love, New York,  Privately Printed by Thomas Seltzer, 1920.
- Women in Love, Londres,  Martin Seeker, 1921.
- Women in Love, ed. Charles L. Ross, Harmondsworth, Middlesex,  Penguin, 1982.
- Women in Love, ed. David Farmer, Lindeth Vasey, and John Worthen,  Cambridge University Press, 1987.
- Women in Love, ed. David Farmer, Lindeth Vasey, and John Worthen [préface et notes de M. Kinkead-Weekes], Harmondsworth, Penguin, 1995.
- Women in Love, ed.David Bradshaw, Oxford University Press, 1998.
- The First Women in Love (1916–17) édité par John Worthen aet Lindeth Vasey, Cambridge University Press, 1998  (ISBN 0-521-37326-3)
- The First Women in Love, Oneworld Classics, 2007  (ISBN 978-1-84749-005-6)

## Adaptation
- 1969 : Love (Women In Love), film britannique réalisé par Ken Russell, d'après le roman de D.H. Lawrence (Femmes Amoureuses), avec Alan Bates, Oliver Reed, Glenda Jackson et  Jennie Linden